# Thank God I Found You
"Thank You God I Found You" (en español Gracias a Dios que te encontré) es una canción escrita y producida por la cantante estadounidense Mariah Carey y Jimmy Jam y Terry Lewis, grabada por Carey en su noveno álbum Rainbow (1999). Cuenta con la colaboración vocal de Nas, Joe y 98 Degrees. La balada fue inspirada en su entonces novio Luis Miguel y fue un metafórico cierre para el álbum Rainbow, ya que el mensaje es que después de la tormenta (problemas de relaciones) siempre saldrá un arcoíris de felicidad. Se lanzó como el segundo sencillo del álbum en enero de 2000, llegando al número uno en Estados Unidos y siendo éxito moderado en otros países. El sencillo también contó con un remix.

## Recepción
"Thank God I Found You" alcanzó el número uno en el Billboard Hot 100 haciendo que Carey rompiera un nuevo récord; el de más números unos consecutivos un total de quince a partir de su sencillo debut "Vision of Love" en 1990. Sin embargo su popularidad en la radio sólo era moderada y fue el remix "Make it Last" (con Joe y Nas) el que logró que el sencillo ascendiera en la lista. Se mantuvo durante una semana en la cima desde el 13 al 19 de febrero de 2000 desplazando a "I Knew I Loved You" de Savage Garden. El sencillo fue certificado de oro por la RIAA en el 2000. "Thank God I Found You" fue el último número uno de Carey hasta "We Belong Together" en el 2005. Y marcaría el final de la época de oro de Mariah Carey junto a la disquera SonyBMG/Columbia.
También era exitoso en otros países, llegando al número dos en Canadá y siendo top 10 en el Reino Unido, pero solo llegó al top 20 en Brasil y top 40 en Alemania, Francia y Australia.
La canción fue nominada en la categoría "Mejor colaboración Vocal de Pop" en los premios Grammy del 2001 pero perdió frente a "Is You Is, or Is You Ain't (My Baby)" de B. B. King & Dr. Joh.

## Remixes
El principal remix de la canción fue titulado "Thank God I Found You"/"Make It Last Forever" o "Thank God I Found You" (Make it Last Remix). Para su creación se regrabaron nuevas voces para la canción "Thank You I Found You" y fue mezclado con parte de la letra y melodía del clásico de Keith Sweat "Make it Last Forever". Esta versión también cuenta con la colaboración vocal de Nas y Joe, pero sin 98 Degrees. El remix además fue incluido en el tercer álbum de Joe My Name is Joe en el 2000.
El equipo británico Starge produjo el "UK Starge" Radio Mix, que mezcló la versión original de la canción pero con un sonido más orquestal y orgánico.
Jimmy Jam y Terry Lewis también crearon el "Celebratory Remix".

## Vídeo musical
En el videoclip, dirigido por Brett Ratner se puede ver a Carey interpretando la canción con Joe y 98 Degrees en un concierto de verano en organizado por la radio Minessota 101.3 KDWB. En el vídeo se muestra un día soleado con el cielo azul, también su puede ver escenas de Carey con su perro Jack.
También existe un vídeo para el remix "Make it Last" en que se puede ver a Carey con unas trenzas en un club nocturno con Joe y Nas. Fue dirigido por Sanaa Hamri.

## Trascendencia en Hot 100
| Semana   | 1  | 2  | 3  | 4  | 5  | 6  | 7  | 8  | 9  | 10 | 11 | 12 | 13 | 14 | 15 | 16 | 17 | 18 | 19 | 20 |
| -------- | -- | -- | -- | -- | -- | -- | -- | -- | -- | -- | -- | -- | -- | -- | -- | -- | -- | -- | -- | -- |
| Posición | 82 | 68 | 50 | 43 | 41 | 37 | 26 | 22 | 22 | 2  | 1  | 2  | 4  | 13 | 21 | 28 | 43 | 57 | 82 | 89 |

## Listas
| Chart (2000)                                     | Peak position                  | N.º of chart topper |
| ------------------------------------------------ | ------------------------------ | ------------------- |
| EE.UU Billboard Hot 100                          | #1 (1 semana) / #2 (2 semanas) | 15                  |
| EE.UU Billboard Hot R&B/Hip-Hop Singles & Tracks | 1 (1 semana)                   | 7                   |
| EE.UU Billboard Top 40 Tracks                    | 21                             | —                   |
| Billboard Mainstream Top 40 de EE. UU.           | 28                             | —                   |
| Billboard Rhythmic Top 40 de EE. UU.             | 9                              | —                   |
| EE. UU. ARC Weekly Top 40                        | 2                              | —                   |
| Canadá Singles Chart                             | 2                              | —                   |
| Singapur Airplay Chart                           | 2                              | —                   |
| Reino Unido Singles Chart                        | 10                             | —                   |
| Brasil Singles Chart                             | 15                             | —                   |
| Suiza Top 100 Singles                            | 17                             | —                   |
| Países Bajos Top 100 Singles                     | 24                             | —                   |
| Australia ARIA Singles Chart                     | 27                             | —                   |
| Francia Top 100 Singles                          | 28                             | —                   |
| Alemania Singles Chart                           | 28                             | —                   |
| Suecia Top 60 Singles                            | 43                             | —                   |

- Datos: Q1059387